# 三枝こころ
三枝 こころ（さえぐさ こころ、1987年6月2日 - ）は、日本のファッションモデル。ニュートラルマネジメント （NMT inc.）所属。
兄は株式会社AppBank Storeの元・代表取締役社長である宮下泰明。

## 人物
石川県鳳珠郡穴水町出身。中学生時代、卓球で全国大会ベスト16入りを果たす。卓球での推薦入学を辞退し、石川県立輪島高等学校に進学。青山学院女子短期大学卒業。ゴルフが趣味で、腕前も高く、ベストスコア79（レギュラーティ）78（レディースティ）を記録している。
2019年3月1日、一般男性との結婚を報告。6月20日、第1子妊娠を報告し、9月25日に長女を出産した。

## 出演

### CM
- SUZUKI ラパン（2009年8月15日、ラパンの約束、私の約束 篇）
- HITACHI ルームエアコン 白くまくんsシリーズ（2009年11月17日、3色のこぐま 篇）
- エービーシー・マート ABC MART（2009年 - 2010年）

（2009年11月27日、年末在庫一掃セール 篇）
（2009年12月4日、クリスマスセール 篇）
（2010年1月1日、頭がキューブ（お年玉価格） 篇）
（2010年3月11日、春ブーツ 篇）
（2010年6月25日、スーパーサマーセール 篇 / トレッキング 篇）
- 法律事務所MIRAIO 未来を。（2009年 - 2010年）

（2009年11月、紙芝居 篇）
（2009年12月4日、NEW紙芝居）
（2010年2月4日、24H 篇 / 風船 篇）
- NTT docomo ひとりと、ひとつ。Walk with you（2010年5月11日、岡田と謙さん 篇）
- NTT docomo walk with you（2011年10月、冬COMING SOON（女性ver） 篇）
- かんぽ生命保険 Flowersキャンペーン（2010年5月12日、かんぽ生命 × Flowers 篇）
- サンケイリビング新聞社 Lei wedding（2010年6月14日、ダンシングブロッサム 篇）
- 金沢ターミナル開発 金沢百番街 Rinto（2011年2月、春の魔法は自分でかける 篇）
- ニンテンドー3DS専用ソフト nintendog ＋ cats（2011年6月30日、子犬との生活 休日 篇 / 子犬との生活 帰宅 篇） - WEB広告
- 輪島市観光ＰＲ（2012年8月～2013年3月）

### 広告
- サンケイリビング新聞社 Lei wedding（2010年 - 2011年） - イメージキャラクター
- タキオン 乃木會館（2010年 - 2011年） - イメージキャラクター
- ジョンソン・エンド・ジョンソン 1・DAY ACUVUE DEFINE 「NATURAL SHINE」（2010年 - 2011年）
- スクロール mico super（2011年）
- ヤギコーポレーション UNIFiT（2011年）
- 金沢ターミナル開発 金沢百番街 Rinto（2011年） - イメージキャラクター
- ジョイフルまるやま ぷりずむ館（2011年）
- ナリス化粧品 Friends Friends Naris（2011年）
- NOEVIR 2011 SPRING MAKE UP FESTA（2011年）
- マックハウス ウィメンズスタイル（2011年）
- 織苑 振袖カタログ めちゃモテ100% 姫カワ系（2011年）
- JOY JIPPER Clumsy 2010 Autumn Collection（2010年）
- レイ・カズン Ray Cassin（2009年 - 2010年） - イメージキャラクター
- 林野庁 木づかい運動 「温暖化防止へ 木づかいニッポン」（2009年） - キャンペーンポスター
- ベルビー赤坂 - ポスター
- ファンケル化粧品 - カタログ
- クラシエホームプロダクツ いち髪
- エイボン  - カタログ
- LUCENT - カタログ
- 京王百貨店
- 千趣会  - カタログ
- マックハウス  - カタログ
- フェリシモ  - カタログ
- ニッセン  - カタログ
- AOKI
- 大松

### 雑誌
レギュラー
- steady.（宝島社）

レギュラー以外
- Lei wedding（8月号 / 2010年7月15日 -  6月号 / 2011年5月14日、サンケイリビング新聞社） - 表紙
- GINGER 3月号（2010年1月23日、幻冬舎）
- GINGER 5月号（2010年3月23日、幻冬舎）
- GINGER 6月号（2010年4月23日、幻冬舎）
- GINGER 1月号（2010年11月22日、幻冬舎）
- GINGER 11月号（2011年9月23日、幻冬舎）
- GINGER 3月 - 5月号（2012年1月23日 - 3月23日、幻冬舎）
- からだにいいこと 11月号（2010年9月16日、祥伝社）
- からだにいいこと 9月号（2011年7月16日、祥伝社）
- 月刊ゴルフダイジェスト 12月号（2010年10月21日、ゴルフダイジェスト社）
- 月刊ゴルフダイジェスト 6月号（2011年4月21日、ゴルフダイジェスト社）
- レタスクラブ 10/25号（2011年10月8日、角川マガジンズ）
- レタスクラブ 11/10号（2011年10月25日、角川マガジンズ）
- レタスクラブ 3/25号（2012年3月10日、角川マガジンズ）
- nadesico 3月号（2010年2月6日、インフォレスト）
- デジキャパ! 3月号（2010年2月20日、学研パブリッシング） - 表紙
- jane,（2010年9月15日、マガジンハウス）
- 月刊北國アクタス 3月号（2011年2月18日、北国新聞社） - 表紙
- きれいの魔法 1月号（2011年12月21日、NHK出版） - 表紙
- 美的 5月号（2012年5月23日、小学館）
- ランドネ 5月号（2012年5月23日、枻出版社）
- non-no（集英社）

### 書籍
- 写真で稼ごう 撮り方編 / 単行本（2010年2月27日、毎日コミュニケーションズ） - 表紙
- 手編み大好き AUTUMN & WINTER / ムック（2010年9月16日、実業之日本社）
- 上品かわいい基本のメイク / ムック（2012年2月15日、角川マガジンズ） - 表紙
- ゴルフ女子力!　ファッションモデルがベストスコア７９を出すまで(2019年6月13日、文藝春秋)

### 雑誌連載
- MacPeople 「三枝こころのここウォッチ!」（4月号 / 2010年2月26日 - 4月号 / 2011年2月28日、アスキー）

### EVENT・ FASHION SHOW
- 三枝こころ iPhoneアプリ発売記念イベント（2010年2月6日、Apple Store 銀座）
- 芸文協 春まつり2010（2010年4月20日、ホテル日航金沢）
- 金沢百番街 Rinto オープニングセレモニー（2011年3月3日）
- steady.主催 セレブ体験ツアー（2011年5月22日、東京競馬場）
- かなざわピンクリボンプロジェクト メッセージウォーク2011（2011年9月23日、しいのき迎賓館・広坂緑地）
- ふるさと祭り東京 日本のまつり・故郷の味（2012年1月11日、東京ドーム）
- EVEN&RAKUEN GOLF Style Collection 2012 × ジャパンゴルフフェア（2012年2月18日 - 19日、東京ビッグサイト）
- 日本初世界農業遺産認定 能登の里山里海 能登・加賀フェア（2012年3月18日、AEON Lake Town）
- AppBank Store 東急プラザ表参道原宿オープニング（2012年4月18日、AppBank Store 東急プラザ表参道原宿）

### テレビ番組
- 踊る!さんま御殿!!（2011年11月1日、日本テレビ）
- きれいの魔法「冬に負けないつや肌ベースメイク」（2012年1月12日、NHK Eテレ） - メイクモデル
- 行列のできる法律相談所 絶対許せない女の敵&アノ大物司会者がやってきたSP（2012年1月15日 - 22日、日本テレビ）
- 東京上級デート （2012年4月18日、＃3 西荻窪、2013年2月5日、＃88 溝口 二子玉川、テレビ朝日）
- サンデージャポン（2012年7月22日、TBS）
- あすゴル！（2015年10月4日 - 2016年3月、ゴルフネットワーク）

### その他
- iPhone / iPod touch アプリ こころくろっく（2010年2月25日、AppBank）